# Hahncappsia cynoalis
Hahncappsia cynoalis là một loài bướm đêm trong họ Crambidae.